# Formato 110

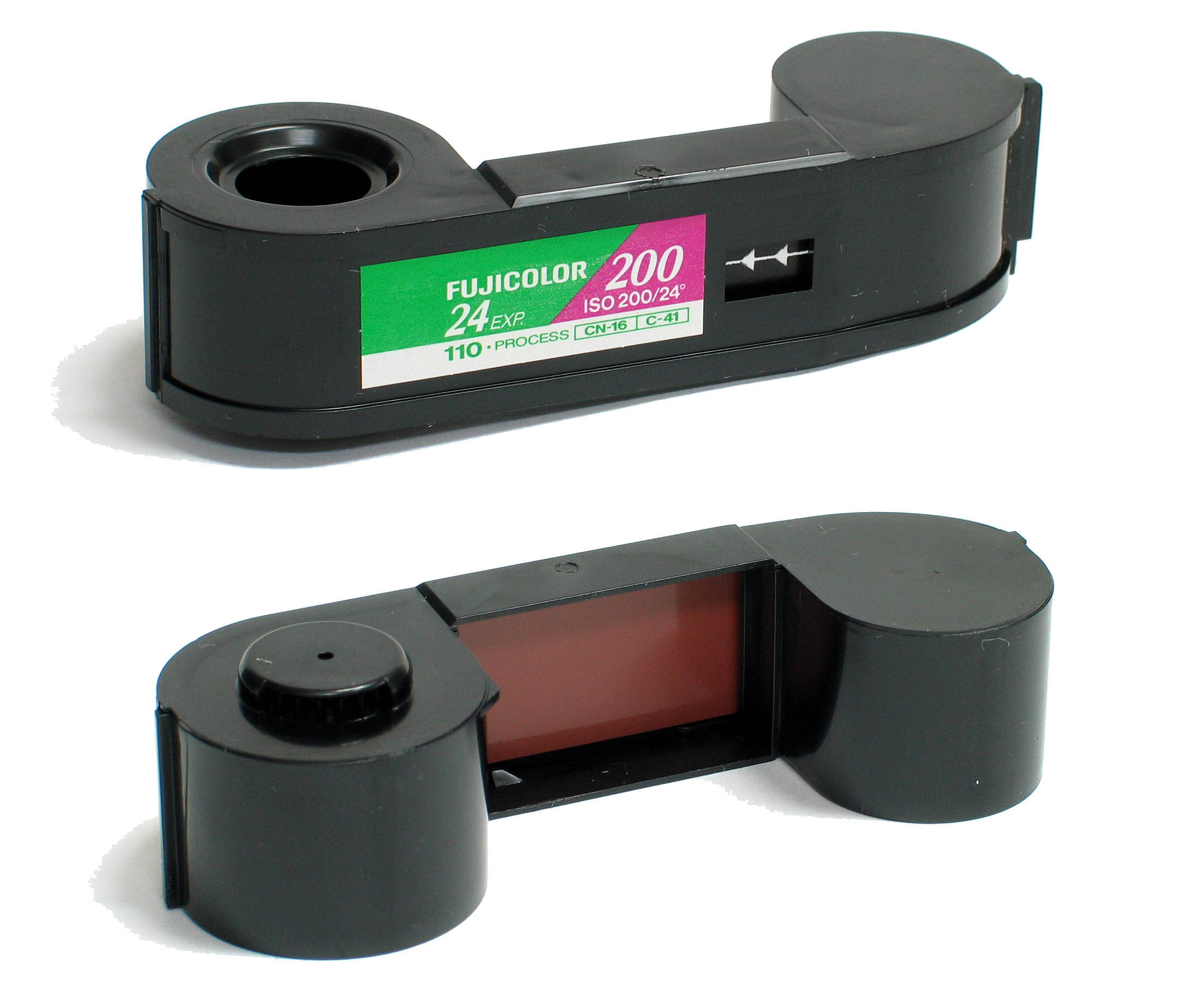
Cartucho de formato 110

El Formato 110 es un formato de película fotográfica basado en cartucho. Fue presentado por Kodak en 1972, siendo básicamente una versión reducida del anterior formato 126. Usa una película de 16mm en la que cada fotograma ocupa un espacio de 17mm x 13mm y tiene una ventanilla de registro. Los cartuchos de formato 110 se fabricaban con capacidades de 10, 20 y 24 fotogramas. Al día de hoy, solo la compañía austrica Lomography lo fabrica.

## Historia
El formato 110 fue presentado por Kodak en 1972 junto con la cámara Kodak Pocket Instamatic, en versiones que llevaban las películas Kodachrome-X, Ektachrome-X, Kodacolor II, y Verichrome Pan. Las nuevas cámaras de bolsillo pronto lograron gran popularidad y desplazaron a cámaras subminiatura (como la Minolta serie 16) del mercado.
Cámaras montadas sobre modelos de cohete fabricados por Estes Industries usaban el formato 110. Al separarse el cuerpo de la nariz del modelo, la cámara se disparaba.
El formato también fue usado ampliamente en cámaras de juguete. La juguetera Tyco Toys comercializó a principios de los noventa dos modelos de cámara 110 (Hidden Camera y Reese’s Camera) que imitaban la apariencia de una caja de chocolates Reese’s y de dulces Good and Plenty.
El formato perdió popularidad con el auge de la fotografía digital y en septiembre de 2009 Fujifilm, cesó su fabricación. Algunos años después, en 2011, la compañía Lomography reinició la producción del formato y en la actualidad, ofrecen cartuchos de formato 110 en blanco y negro, negativo de color y diapositivas.

## Diseño y Características Técnicas

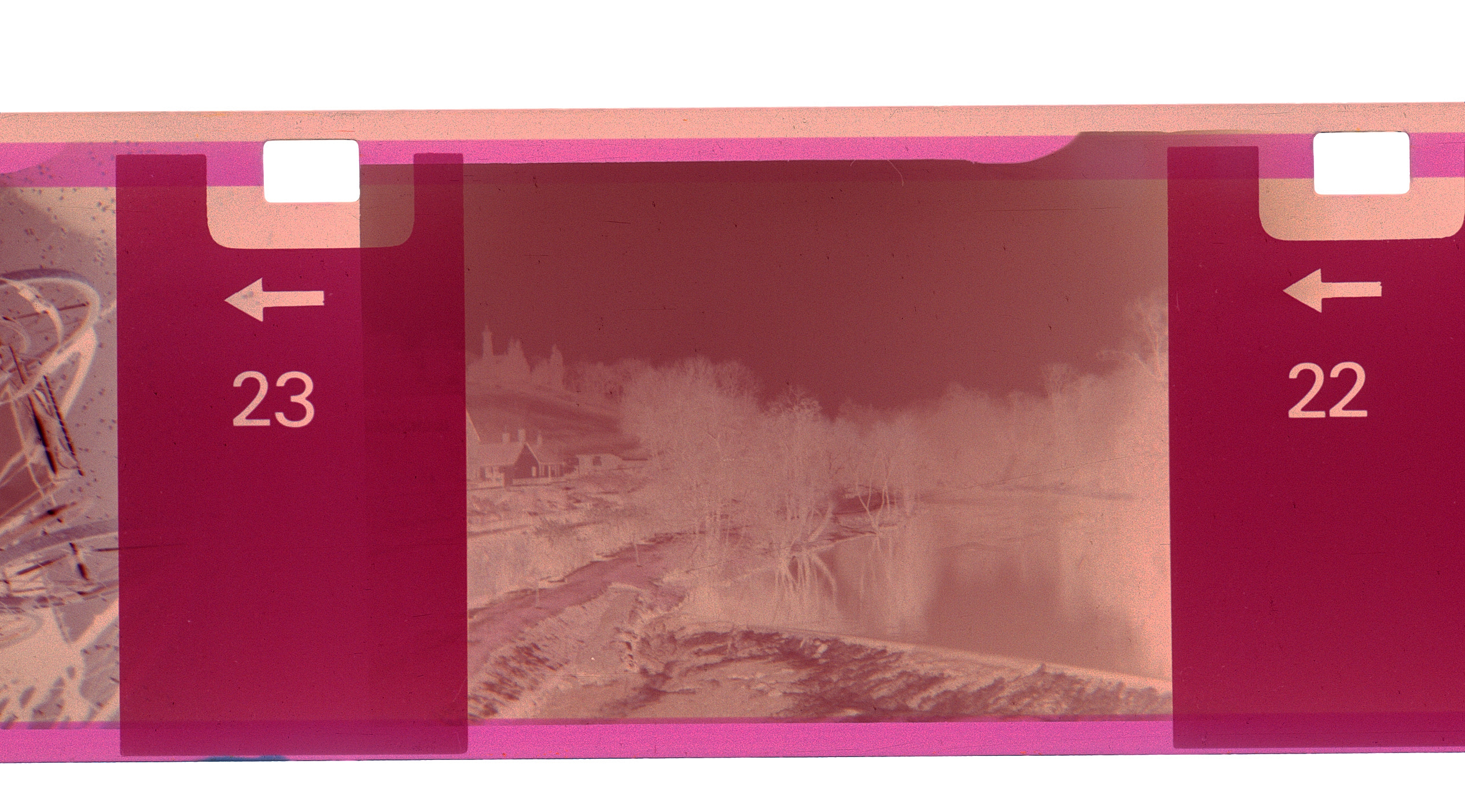
Acercamiento a un fotograma del Formato 110.

El formato 110 consiste en un cartucho plástico que encapsula una película de 16mm de ancho. La misma lleva adherida en la parte posterior una cinta de papel con el número de fotograma impreso, y una vez cargado el cartucho en la cámara, este número es visible a través de un agujero en el cartucho mismo y un visor en la cámara. Su diseño hace que no sea necesario rebobinar la película, y se pueda cargar y descargar de una manera muy simple. Las líneas de cuadro y el número de fotograma estaban previamente expuestas. La película del formato podía revelarse en máquinas reveladoras existentes que procesaban película cinematográfica de 8mm y 16mm.
Según las especificaciones del cartucho creadas por Kodak, una pestaña indicaría a la cámara la velocidad de la película; una pestaña corta para películas rápidas y una pestaña larga para películas lentas, dejando al criterio de fabricante el definir que sensibilidades se clasificaban como rápidas o lentas. Muy pocas cámaras aprovecharon esta característica, entre ellas las cámaras Rollei A110, Canon 110 ED 20, Minolta 110 Zoom SLR Mark I/II, Minox 110S, Voigtlander Vitoret 110 EL, Pentax Auto 110 y la Kodak Ektralite 10.  
A diferencia de formatos competidores, como el Disk Film y el APS, los negativos ya revelados se devolvían al consumidor en tiras, sin el cartucho original.
El pequeño tamaño de la película del formato supuso una desventaja,  puesto que al hacer ampliaciones a grandes tamaños, estas tienden a crear imágenes con un grano notorio y baja nitidez. Erróneamente se ha atribuido este hecho a la forma del cartucho y su supuesta inhabilidad de mantener la película completamente plana durante la exposición. 
Al haber sido usado ampliamente en cámaras de bajo costo y complejidad técnica, el formato 110 erróneamente ganó la fama de ser incapaz de dar fotografías de calidad. Sin embargo, productores como Canon, Minolta, Pentax, Rollei, Voigtländer y Kodak crearon cámaras 110 con excelentes ópticas multi elementos y precisos controles electrónicos de exposición, que lograban producir imágenes de alta calidad. 